# Філіп Генч
Філіп Шоуолтер Генч (англ. Philip Showalter Hench; 28 лютого, 1896, Піттсбург, Пенсільванія, США — 30 березня, 1965, Очо Ріос, Ямайка) — американський лікар, лауреат Нобелівської премії з фізіології і медицини в 1950 році (спільно з Едуардом Кендаллом і Тадеушем Рейхштейном) «за відкриття, що стосуються гормонів кори надниркових залоз, їх структури і біологічних ефектів». Успішно застосував гормон кори надниркових залоз (пізніше названий кортизоном), отриманий Едуардом Кендаллом незалежно від Тадеуша Рейхштейна, в лікуванні ревматоїдного артриту в клініці Майо в Рочестері (Міннесота, США).